# Ivar Nyberg
Ivar Gustaf Julius Nyberg (25. december 1855 i Vänersborg – 4. november 1925 i Leksand) var en svensk maler. 
Nyberg fik en solid Uddannelse paa det sv. Akademi og derefter 1881—83 i Paris under Bonnat og 
Gérôme. Han opnaaede fremragende Dygtighed i Skildringen af Lysvirkninger, baade Dagslyset 
og fornemmelig Ildens (Lampens flakkende Skin). En Type for denne Side af N.’s Kunst er 
Pastellen »En Hemmelighed« (1890, i Nationalmus. i Sthlm). Samme Museum ejer ogsaa i 
»En Tegner« (V. Andrén) fra 1884 en Prøve paa hans dygtige Portrætkunst (bl.a. Kunstnerens 
Moder); i Kunstakademiet i Sthlm ses Portrættet af Prof. Malmström (1895). I senere Tid 
figurmalerier fra Dalarne (»Kulla« [1902, Göteborg Mus.]). N. har med lige Dygtighed 
arbejdet med Olie, Vandfarve ell. farvet Kridt. 1891 blev han Medlem af Sthlm’s Akademi. 